# Erik Holmberg (idrottsledare)
Erik Gustaf Holmberg, född 1 augusti 1892 i Näshulta socken, död 12 juni 1965 i Stockholm, var en svensk brandman och idrottsledare.
Erik Holmberg var son till trädgårdsmästaren Per Erik Holmberg. Han inträdde 1916 vid Stockholms stads brandkår, där han 1928–1944 var brandförman. Holmberg gjorde en omfattande insats som idrottsledare, särskilt inom brottningen, där han dessutom var en av Sveriges främsta mattdomare, samt i friidrott och orientering. 1924–1929 var han sekreterare och 1929–1934 vice ordförande i Svenska brottningsförbundet samt 1928–1933 ordförande i Stockholms brottningsdomarklubb. Han var 1918–1928 sekreterare, 1929–1930 ordförande och 1930–1938 vice ordförande i idrottssammanslutningen Stockholms yrkeskorporationer. 1943 invaldes Holmberg i Svenska gymnastik- och idrottsföreningarnas riksförbunds överstyrelse.